# Thomas Ceccon
Thomas Ceccon, född 27 januari 2001, är en italiensk simmare.

## Karriär
Vid OS 2020 ingick Ceccon i det italienska laget som tog silver på 4 x 100 frisim och brons på 4 x 100 medley. Vid VM 2022 tog han guld på 100 meter ryggsim och 4 x 100 medley samt brons på 4 x 100 frisim. Vid VM 2023 tog han guld på 50 meter fjärilsim och silver på 100 ryggsim och 4 x 100 meter frisim. Han har även tagit ett flertal medaljer på kortbane-VM.